# Carlos Molina Mora
Carlos Adrián Molina Mora (Valencia, Venezuela, 4 de octubre de 1982) es un político e ingeniero venezolano, quien se desempeña como diputado al Consejo Legislativo del Estado Carabobo desde 2021. Es dirigente regional de Un Nuevo Tiempo.
El 17 de agosto de 2024 es detenido arbitrariamente por funcionarios de seguridad en Valencia.

## Carrera política
El 31 de enero de 2017 es designado por la alcaldesa Rosa Brandonisio como presidente del Instituto Autónomo Municipal del Deporte del Municipio San Diego (Iamdesandi), según Resolución N.° 066-2017.
En las elecciones regionales de 2021 es electo diputado al Consejo Legislativo del Estado Carabobo por voto lista, apoyado por la Mesa de la Unidad Democrática, asumiendo el 26 de noviembre de ese año.
En junio de 2023 exigió la publicación del cronograma de racionamiento eléctrico en el estado. En marzo de 2024 ante los constantes apagones eléctricos en el estado, solicitó la comparecencia del gerente regional de Corpoelec en el recinto legislativo, lo que fue negado por los diputados oficialistas.
Para 2024, Molina se desempeña como secretario de Organización del partido Un Nuevo Tiempo en el Estado Carabobo.

## Detención
El 17 de agosto de 2024, fue interceptado por funcionarios en varios vehículos en las adyacencias del Parque Fernando Peñalver en Valencia y detenido de forma arbitraria, tras haber salido de una concentración convocada por la líder opositora María Corina Machado.
Su detención es considerada arbitraria ya que los diputados regionales gozan de inmunidad parlamentaria de acuerdo con el artículo 27 de la Constitución del estado, derecho que no se le fue respetado a Molina.